# Scyphocodon
Scyphocodon es un género de foraminífero bentónico de la subfamilia Tholosininae, de la familia Saccamminidae, de la superfamilia Saccamminoidea, del suborden Saccamminina y del orden Astrorhizida. Su especie tipo es Scyphocodon verrucosus. Su rango cronoestratigráfico abarca el Ludloviense (Silúrico superior).

## Discusión
Clasificaciones previas incluían Scyphocodon en la subfamilia Hemisphaerammininae, de la familia Hemisphaeramminidae, de la superfamilia Astrorhizoidea, así como en el suborden Textulariina del orden Textulariida.

## Clasificación
Scyphocodon incluye a las siguientes especies:
- Scyphocodon olus †
- Scyphocodon verrucosus †